# Dąbrowica (powiat szczecinecki)
Dąbrowica – wieś w Polsce położona w województwie zachodniopomorskim, w powiecie szczecineckim, w gminie Borne Sulinowo. Miejscowość wchodzi w skład sołectwa Silnowo. Jest to miejscowość turystyczna. Wieś leży nad jeziorem Pile. W pobliskich lasach znajduje się wiele niemieckich bunkrów zbombardowanych po wojnie przez Rosjan. Zachowały się prawdopodobnie tylko dwa bunkry. 
Zobacz też: Dąbrowica